# Râul Mădărașul Mic
Râul Mădărașul Mic este unul din brațele care formează râul Mădăraș. 